# Farsta (district)
Farsta est un district du sud de Stockholm en Suède..

## Présentation
Il regroupe les quartiers de Fagersjö, Farsta, Farstanäset, Farsta strand, Gubbängen, Hökarängen, Larsboda, Sköndal, Svedmyra et Tallkrogen.
En 2025, il abrite 62 000 habitants résidant dans 31 000 logements.
Farsta est principalement résidentiel. 
Le centre commercial Farsta Centrum (sv), inauguré le 23 octobre 1960, était la continuation directe de la planification et de l'architecture du Vällingby Centrum (sv) (inauguré en 1956). Comme pour le Vällingby Centrum, le maître d'ouvrage et l'architecte étaient l'association municipale de logement Svenska Bostäder et le bureau d'architectes Backström & Reinius. 
Après d'importants travaux de rénovation et d'agrandissement de 1998 à 1999, Farsta Centrum est depuis 2007 le plus grand centre commercial de Stockholm.